# Сіверськодонецький коледж культури і мистецтв ім. Сергія Прокоф'єва
48°56′43″ пн. ш. 38°29′04″ сх. д. / 48.945363° пн. ш. 38.484530° сх. д.
«Сіверськодонецький коледж культури і мистецтв ім. Сергія Прокоф'єва» Комунальний заклад «Сіверськодонецьке обласне музичне училище ім. С. С. Прокоф'єва» (КЗ «СОМУ ім. С. С. Прокоф'єва») — заклад вищої освіти першого рівня акредитації.
Освітня діяльність здійснюється за спеціальністю 5.02020401 «Музичне мистецтво» за такими спеціалізаціями:

## Спеціалізації
- фортепіано;
- оркестрові струнні інструменти;
- оркестрові духові та ударні інструменти;
- оркестрові народні інструменти;
- хорове диригування;
- спів академічний;
- спів естрадний;
- інструментальне мистецтво естради;
- теорія музики.

## Напрями діяльності
- здійснення освітньої діяльності в галузі знань «Мистецтво», яка забезпечує підготовку фахівців відповідного освітньо-кваліфікаційного рівня і *відповідає стандартам вищої освіти та освітньої діяльності в межах повної середньої освіти;
- забезпечення виконання державного замовлення і угод на підготовку фахівців з вищою освітою;
- вивчення попиту на окремі спеціальності на ринку праці і сприяння працевлаштуванню випускників;
- забезпечення культурного і духовного розвитку особистості, виховання у молоді патріотизму і поваги до Конституції України;
- засвоєння студентами знань, сприяння розвитку вмінь і навичок з відповідних напрямків діяльності та підготовка їх до роботи;
- просвітницька і концертна діяльність.

## Навчально-виробнича база
- велика концертна зала на 500 місць,
- мала концертна зала на 56 місць,
- хоровий клас,
- спортивна зала,
- 13 навчальних аудиторій, з них 9 навчальних кабінетів і лабораторій,
- 44 класи для індивідуальних занять,
- технічний центр і кабінет звукозапису,
- бібліотека і читальна зала на 58 місць,
- гуртожиток на 74 місця,
- буфет на 32 місця.

## Творчі колективи
В музичному училищі створені і працюють як для навчального процесу, так і для здійснення концертної діяльності такі творчі колективи:
- симфонічний оркестр,
- оркестр духових інструментів,
- оркестр народних інструментів,
- естрадний оркестр,
- хор,
- ансамбль скрипалів,
- вокальний ансамбль,
- ансамбль бандуристів

У 1966 р. у молодому місті Сєвєродонецьку на базі першої дитячої музичної школи було засновано Сєвєродонецьке музичне училище (наказ Міністерства культури УРСР від 24.05.1966 р. № 109 та Постанова Ради Міністрів УРСР від 17.06.1966 р. № 766).
Молодий творчий колектив музикантів у той час зайнявся творчим пошуком нових методів музичної освіти. Училище стало ініціатором упровадження технічних засобів у навчальний процес. Цей досвід був поширений серед музичних училищ всієї України, а навчальному закладу в 1976 р. було присвоєно ім'я композитора, піаніста і диригента С. С. Прокоф'єва, чим була покладена велика відповідальність на весь колектив закладу.
Першим директором музичного училища був призначений Лобко Євген Анатолійович — людина енергійна, талановита, прекрасний організатор, який поклав свої знання і сили на створення навчального закладу. З 1980 по 2009 р. навчальний заклад очолював Заслужений працівник культури України Асєєв Віталій Степанович — яскрава особистість, невтомний пропагандист музичної культури.
Саме він став ініціатором низки заходів, які стали великими подіями не тільки міста, а й області: чотири Республіканські конкурси молодих виконавців — студентів музичних училищ України, два фестивалі «Дружба», Університет музичної культури для мешканців міста і регіону, Перший відкритий конкурс молодих виконавців на народних інструментах пам'яті Євгена Тростянського та інші.
З 2009 р. навчальний заклад очолює Яворська Марина Владиславівна — в минулому випускниця училища.
В колективі склалися традиції, що постійно розвиваються. Так щорічно 1 жовтня в Міжнародний день музики колектив розпочинає свій концертний сезон. За рік проводиться близько 80 концертів у навчальних закладах міста, на підприємствах і в установах, у підшефних дитячих школах естетичного виховання області і в концертному залі училища. Для викладачів дитячих музичних шкіл і шкіл естетичного виховання щорічно організовується обласний семінар-практикум. Його мета — обмін досвідом, цікавими знахідками в галузі естетичного виховання і музичної освіти.
Щорічно 25-30 студентів училища беруть участь у конкурсах різних рівнів і посідають на них призові місця в різних регіонах України, що є свідченням високої професійної майстерності педагогічного колективу.
Випускники училища продовжують навчання у ВНЗ ІІІ-IV р.акр. Багато з них працюють викладачами ДМШ і ДШЕВ, музичних училищ, консерваторій, інститутів культури, є солістами, артистами і керівниками самодіяльних та професійних творчих колективів.
Педагогічний колектив музичного училища спрямовує свої зусилля на оновлення методів навчально-виховної роботи, на підготовку фахівців високого ґатунку, підтримує і збагачує традиції музичної освіти України.

## Луганська обласна філармонія
Концертний зал коледжу використовує Луганська обласна філармонія для свої репетицій та концертів, і старшокурсники мають змогу грати у оркестрі філармонії.

Світлини
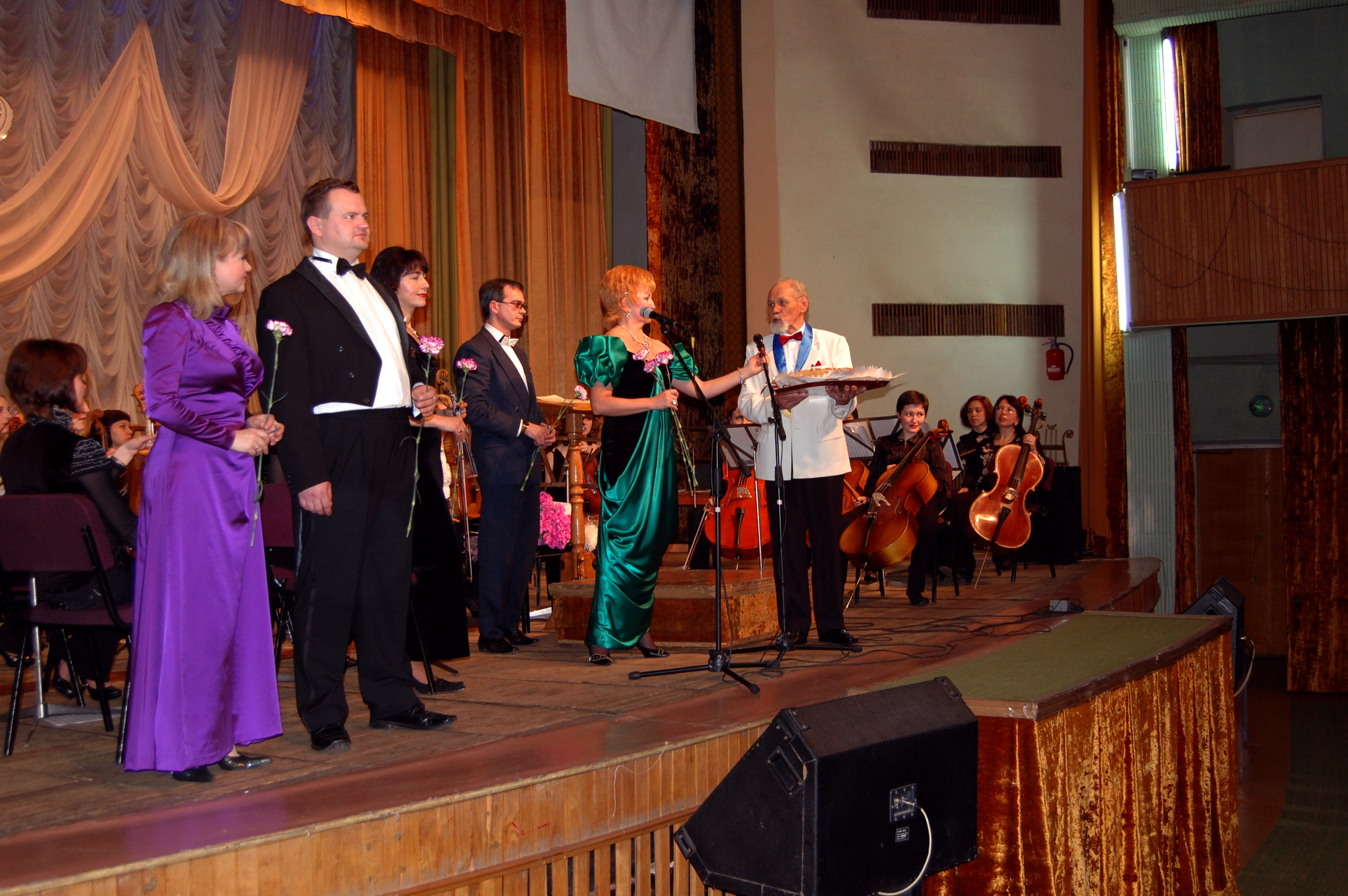
концертний зал
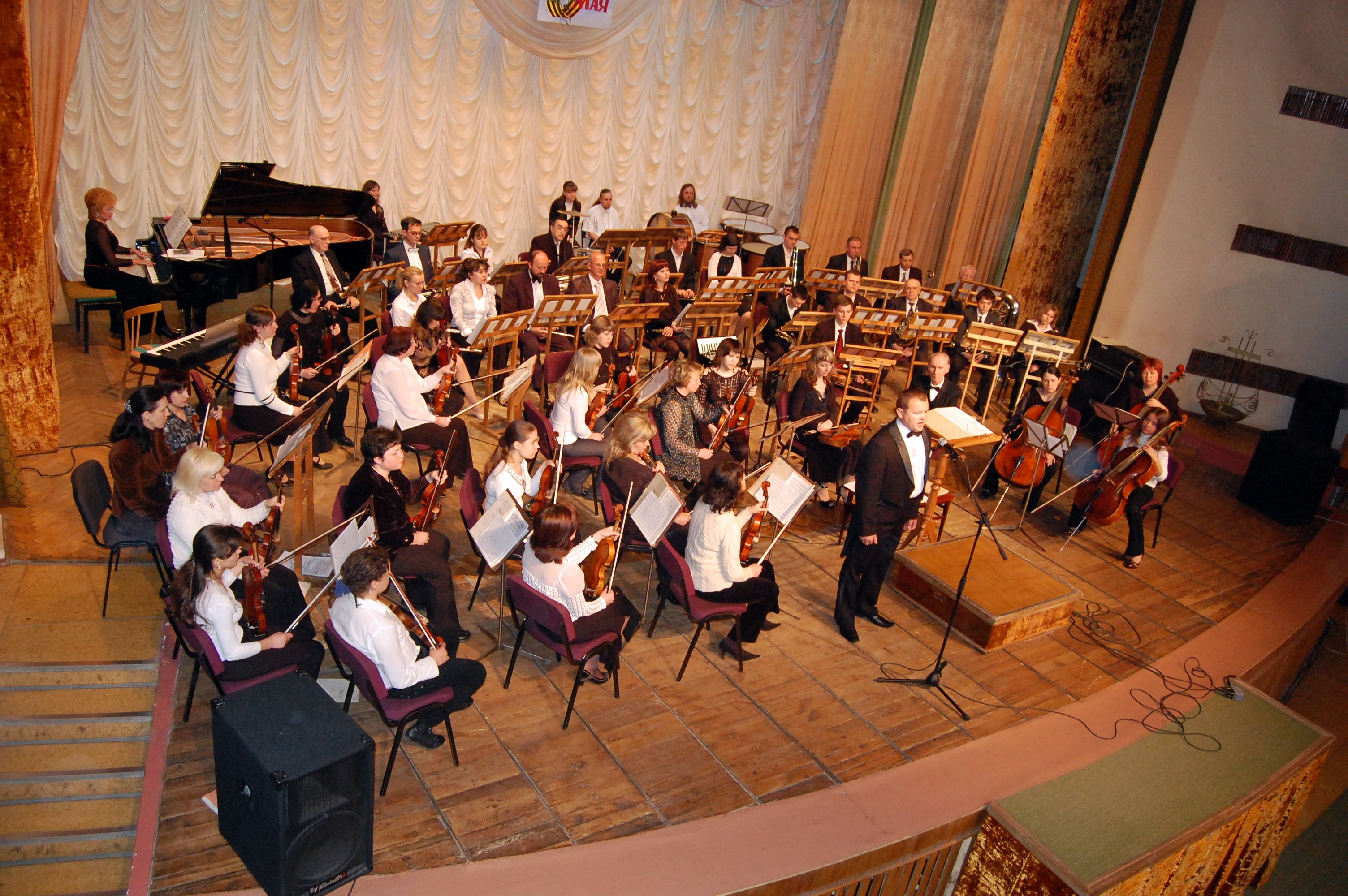
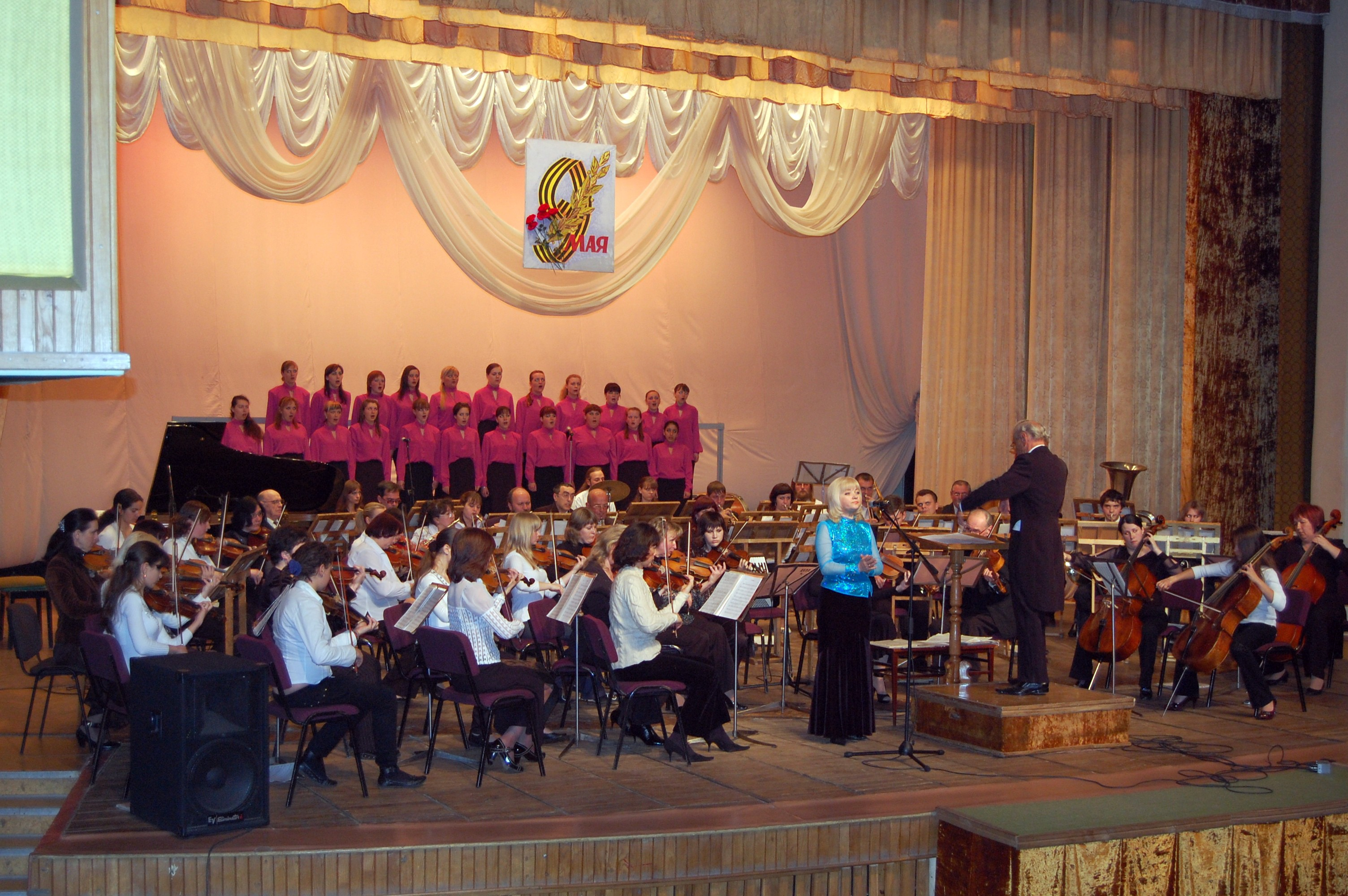
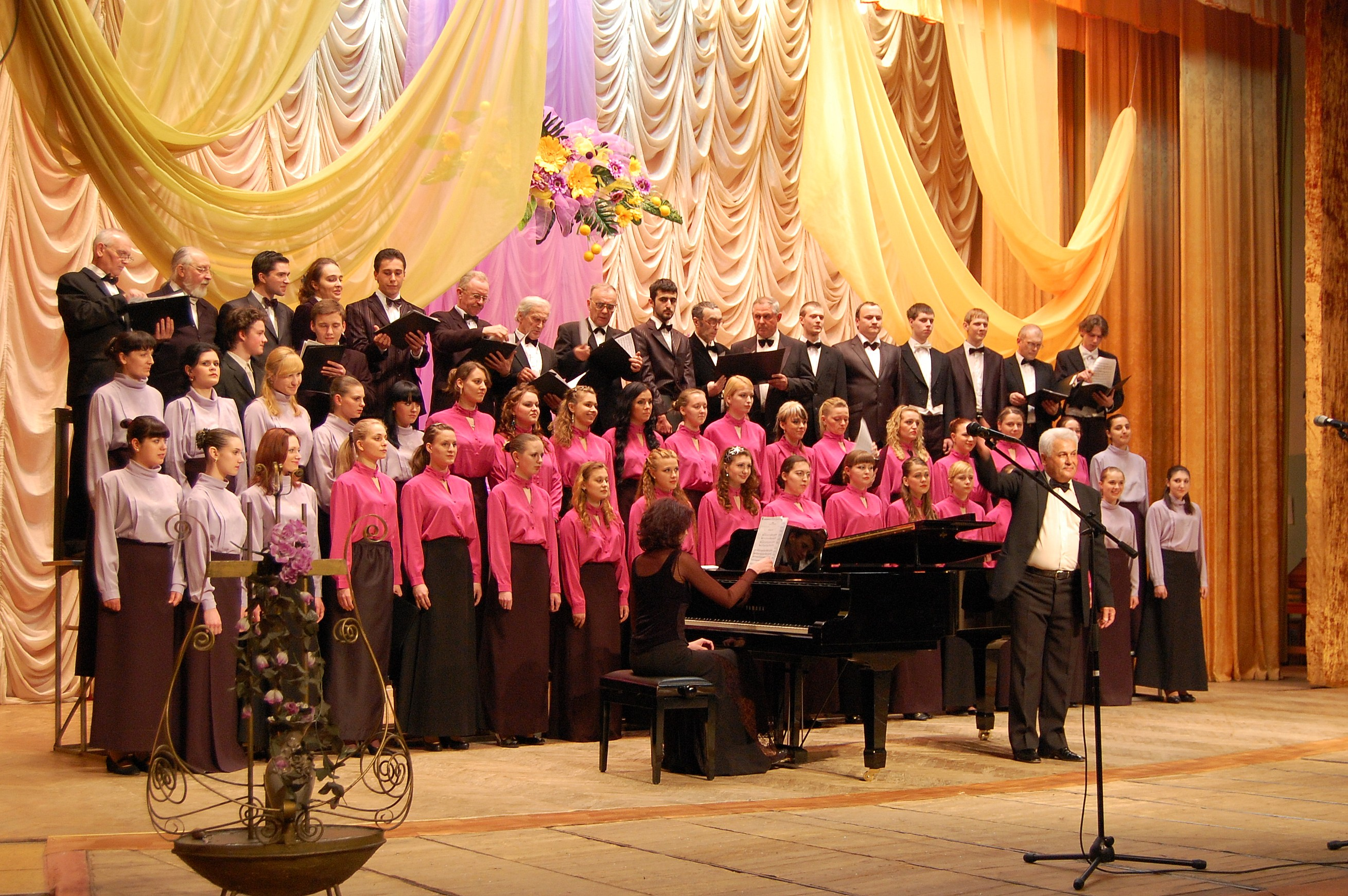
Вечір вокалу
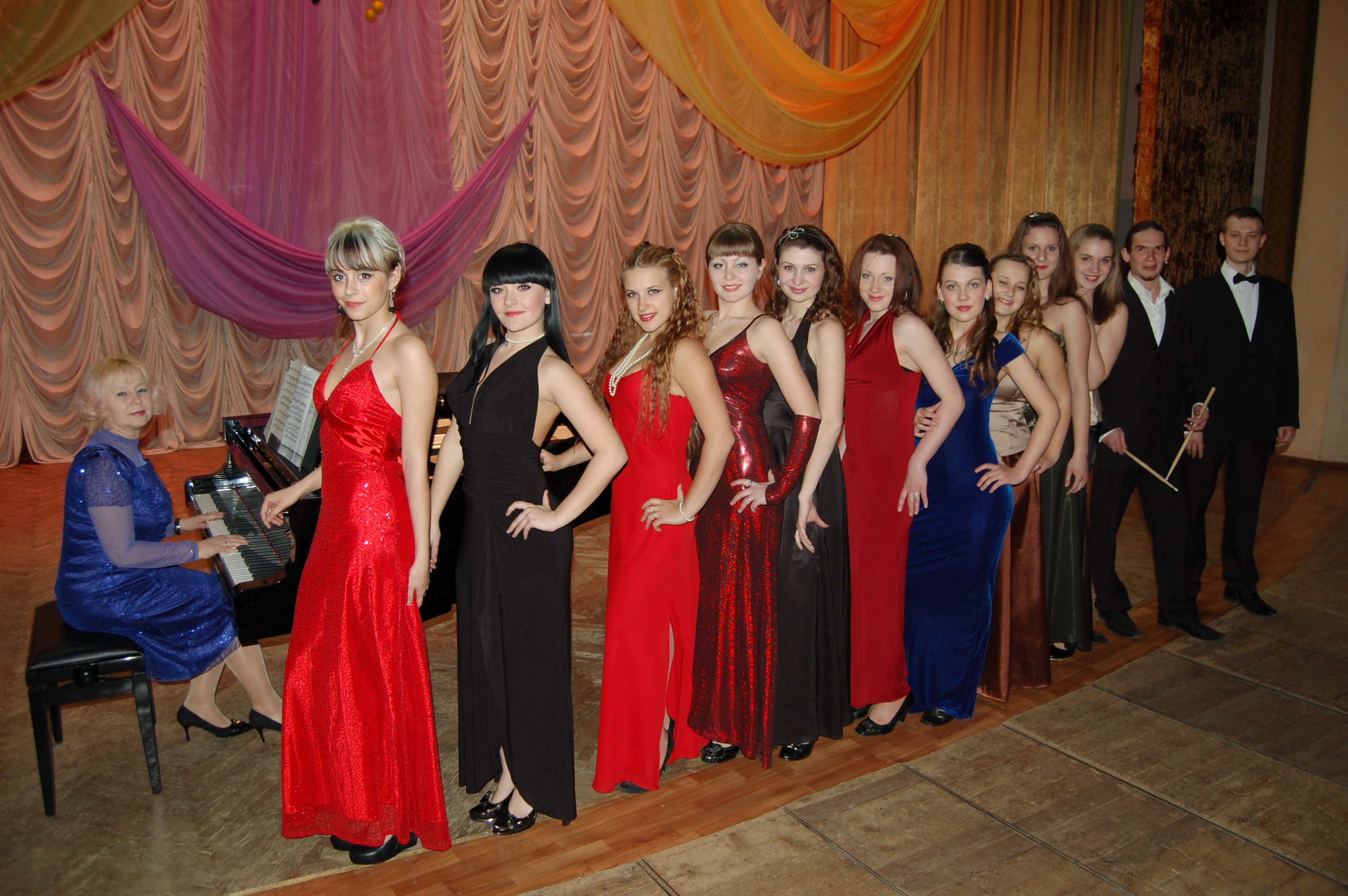
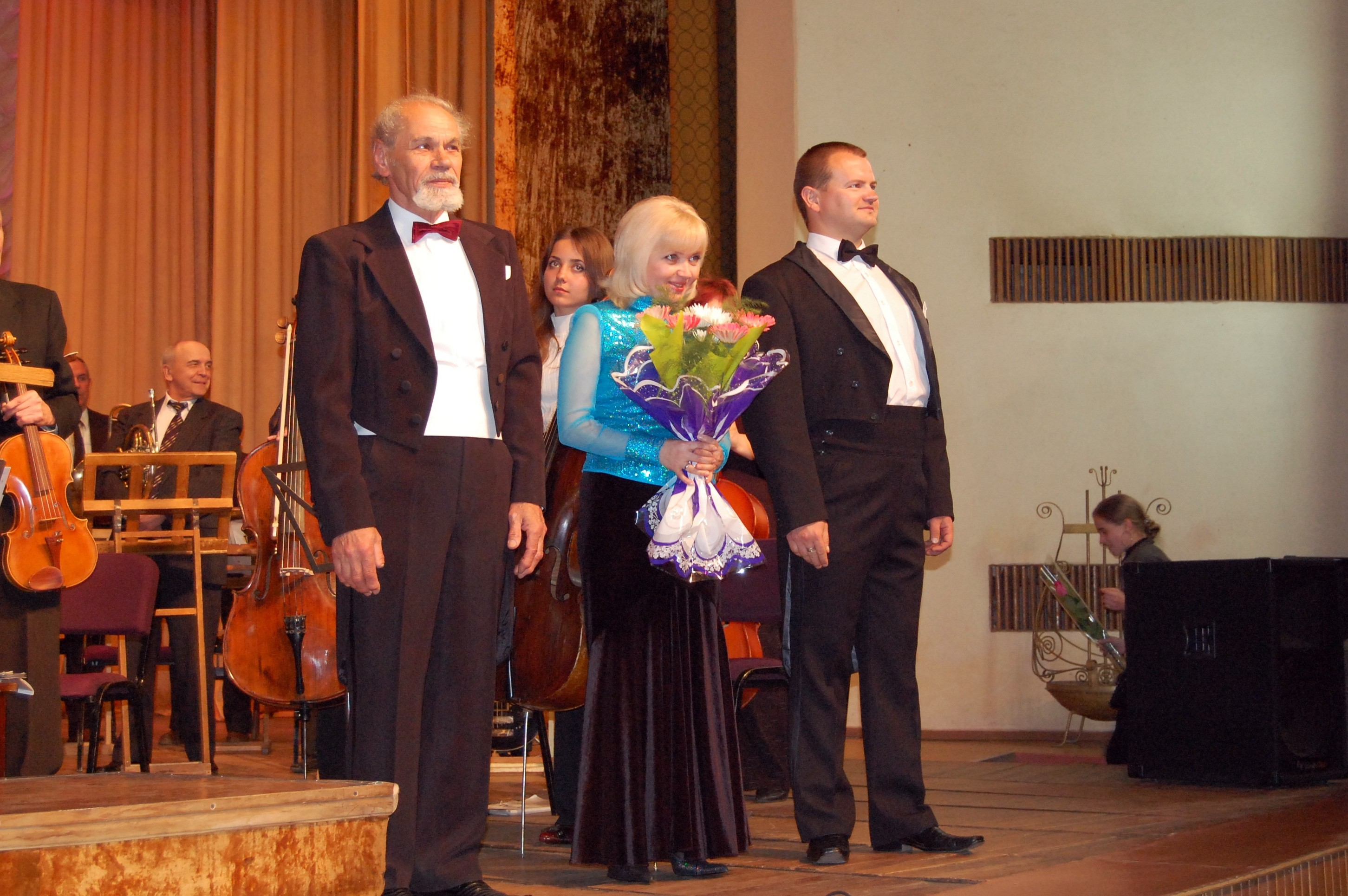
концерт